# Nathaniel Mendez-Laing
Nathaniel Otis Mendez-Laing, né le 15 avril 1992 à Birmingham, est un footballeur guatémaltèque qui évolue au poste d'ailier droit au Milton Keynes Dons. Mendez-Laing a également représenté l'Angleterre au niveau des -16 ans et des -17 ans, avant d'opter pour le Guatemala en 2023.

## Biographie
Avec l'équipe de Rochdale, il inscrit sept buts en troisième division lors de la saison 2015-2016, puis huit buts dans ce même championnat lors de la saison 2016-2017.
Le 30 mai 2017, il rejoint le club de Cardiff City.
Le 1er février 2021, libre de tout contrat, il signe dans les dernières heures du mercato un contrat portant jusqu'à la fin de saison avec Middlesbrough. Il y retrouve Neil Warnock, son entraineur à Cardiff entre 2017 et 2019.

## Palmarès

### En club
- Peterborough United
  - Vainqueur du Football League Trophy en 2014 (en)

- Cardiff City
  - Vice-champion du Championship (D2) en 2018

- Derby County
  - Vice-champion d'Angleterre de troisième division en 2024.

### Distinctions personnelles
- Membre de l'équipe-type de EFL League One en 2024 (EFL)[3].